# Sam Fahlström
Johan (Sam) Samuel Fahlström, född 17 juni 1898 i Ragunda i Jämtland, död 1932, var en svensk målare.  
Fahlström studerade vid Konsthögskolan i Stockholm 1924-1925 samt under studieresor till Frankrike. Tillsammans med Gunnar Modin ställde han ut en större kollektion med porträtt och figurstudier i Sollefteå 1922, han medverkade i samlingsutställningar med Sveriges allmänna konstförening. Hans konst består av karikatyrer, figurer, porträtt och illustrationer för böcker och tidskrifter.
Han var från 1930 gift med Anna Ingeborg Vik.